# ليمور الخيزران الكبير
ليمور الخيزران الكبير أو هبَار الخيزران الكبير (الاسم العلمي: Prolemur simus)، المعروف أيضًا باسم ليمور الخيزران عريض الأنف وليمور أليف عريض الأنف، هو نوع من الليمور المستوطن في جزيرة مدغشقر.علم